# Tahmisch
Tahmisch oder livischer Dialekt ist eine Dialektgruppe des Lettischen beiderseits des Rigaischen Meerbusens. Es untergliedert sich weiter in kurländische und livländische Mundarten (nicht zu verwechseln mit dem Kurischen und dem finno-ugrischen Livischen). Für erstere wird auch der Oberbegriff Kurländisch oder Kuronisch verwendet.